# Тестовська (Москва-Сіті) (платформа, Білоруський напрямок МЗ)
Тестовська (Москва-Сіті) — зупинний пункт/пасажирська платформа Білоруського (Смоленського) МЗ напрямку та маршруту МЦД-1 у Москві. Розташована в межах станції Філі. Початкова назва — Блок-пост 6 км. Перейменована на Тестовську не пізніше 1949 року.
Має пряме сполучення моторвагонними поїздами з пунктами Савеловського і Курського напрямків.
Найвіддаленіші точки безпересадкового сполучення:
- На захід: Бородино, Звенигород, Усово.
- На схід: Серпухов, Дубна.

Розташована на насипу поблизу розв'язки Третього транспортного кільця і Шмитовського проїзду, виходи на Шмитовський проїзд, Шелепихинський тупик і по підземному переходу на іншу сторону Третього транспортного кільця до Другого Красногвардійського проїзду і до району Москва-Сіті.
Приблизно за 700 метрах розташована станція метро «Міжнародна».
Поруч з платформою розташовані Дитяча міська клінічна лікарня № 9 імені Сперанського, «Північна вежа» комплексу Москва-Сіті.
Час руху з Білоруського вокзалу станції Москва-Пасажирська-Смоленська 9  хвилин. Не обладнана турнікетами. Відноситься до першої тарифної зони.
З 8 серпня 2010 року по 5 квітня 2011 року проводилося будівництво розв'язки, поєднане з повним розбиранням платформ. З 15 листопада 2011 року, платформа знову відкрита для посадки і висадки пасажирів в обох напрямках.
10 вересня 2016 року була відкрита пересадка на платформу Діловий Центр МЦК.
Входить до складу Московських центральних діаметрів, лінія МЦД-1.
З 21 листопада 2019 року через відкриття МЦД-1 транзитний рух з Курського на Смоленського напрямків призупинено.

## Пересадки
- Міжнародна,
- Виставкова,
- Діловий центр,
- Шелепиха,
- Діловий центр<
- Діловий центр
- Шелепиха
- Тестовська
- Автобус: с344, 366